# Paul Reder
Paul Reder (ur. 20 sierpnia 1971 w Würzburgu) – niemiecki duchowny katolicki, biskup pomocniczy Würzburga od 2024.

## Życiorys
Święcenia kapłańskie przyjął 7 czerwca 2014 i został inkardynowany do diecezji Würzburga. Przez kilka lat pracował jako wikariusz, a od 2020 był proboszczem parafii Świętego Krzyża oraz parafii św. Burcharda w Würzburgu. W 2022 został proboszczem parafii położonych w strefie duszpasterskiej Schweinfurter Mainbogen.
25 marca 2024 papież Franciszek mianował go biskupem pomocniczym diecezji Würzburga ze stolicą tytularną Petina. 
9 maja 2024 otrzymał święcenia biskupie w Katedrze św. Kiliana w Würzburgu. Udzielił mu ich biskup Franz Jung.  